# Surto de mpox de 2022–2023
O surto de mpox de 2022–2023 foi pela primeira vez confirmado pela OMS em maio de 2022, começando com um conjunto de casos encontrados no Reino Unido. O primeiro caso foi confirmado em 6 de maio de 2022 em um indivíduo com ligações de viagem para a Nigéria (onde a doença é endêmica), mas foi sugerido que os casos já estavam se espalhando na Europa nos meses anteriores. A partir de 18 de maio, os casos foram relatados em um número crescente de países e regiões, predominantemente na Europa, mas também na América do Norte e do Sul, Ásia, África e Austrália. Em 28 de julho, havia um total de 20 846 casos confirmados. Em 23 de julho, a Organização Mundial da Saúde (OMS) declarou o surto uma Emergência de Saúde Pública de Âmbito Internacional, que cessou em 11 de maio de 2023.
O surto marcou a primeira vez que a doença se espalhou amplamente para fora da África Central e Ocidental. Os casos foram identificados principalmente, mas não exclusivamente, entre homens que fazem sexo com homens (HSH), mas as autoridades de saúde enfatizaram que qualquer pessoa pode pegar a doença, principalmente se tiver contato próximo com uma pessoa sintomática. As avaliações iniciais da OMS expressaram a expectativa de que o surto fosse contido e de baixo impacto para a população em geral nos países afetados. Uma declaração mais recente reconheceu que a transmissão não detectada ocorreu há algum tempo e pediu ações urgentes para reduzir a transmissão.
A varíola dos macacos é uma infecção viral que se manifesta uma ou duas semanas após a exposição com febre e outros sintomas inespecíficos e, em seguida, produz uma erupção cutânea com bolhas que podem durar algumas semanas antes de geralmente desaparecer. Em infecções antes do surto atual, 1–3% das pessoas com infecções conhecidas morreram (sem tratamento). Casos em crianças são mais propensos a serem graves.

## Antecedentes
Mpox (anteriormente denominada monkeypox ou varíola dos macacos) é uma doença infecciosa causada pelo mpox vírus que afeta seres humanos e outros animais. Os sintomas iniciais são febre, dores de cabeça, dores musculares, aumento de volume dos gânglios linfáticos e fadiga. Posteriormente formam-se erupções cutâneas, que começam por ser vermelhas e planas e mais tarde se convertem em bolhas com pus e crostas. O intervalo de tempo entre a exposição ao vírus e o início dos sintomas é de cerca de 10 dias. A duração dos sintomas é geralmente de duas a quatro semanas.
O vírus da mpox é um do género ortopoxvírus. A doença pode ser transmitida durante o manuseio de carne de animais selvagens, por uma mordedura de animal, por fluidos corporais, por objetos contaminados ou pelo contacto próximo com uma pessoa infetada. Apesar do nomenclatura inicial, parece ser mais comum em roedores do que em primatas. Pensa-se que o vírus normalmente circule entre determinados roedores em África. O diagnóstico pode ser confirmado pela presença de ADN do vírus numa das lesões. A doença apresenta sintomas semelhantes aos da varíola.

### Preparação para emergências
Em março de 2021, a Nuclear Threat Initiative liderou um exercício de mesa na Conferência de Segurança de Munique, simulando uma resposta hipotética de saúde pública à liberação de uma cepa de varíola geneticamente manipulada.
Em 23 de julho de 2022, a Organização Mundial da Saúde (OMS) declarou o surto de varíola dos macacos como uma emergência de saúde global, pois o número de casos infectados ultrapassou 17 000 pessoas.

### Casos em áreas endêmicas

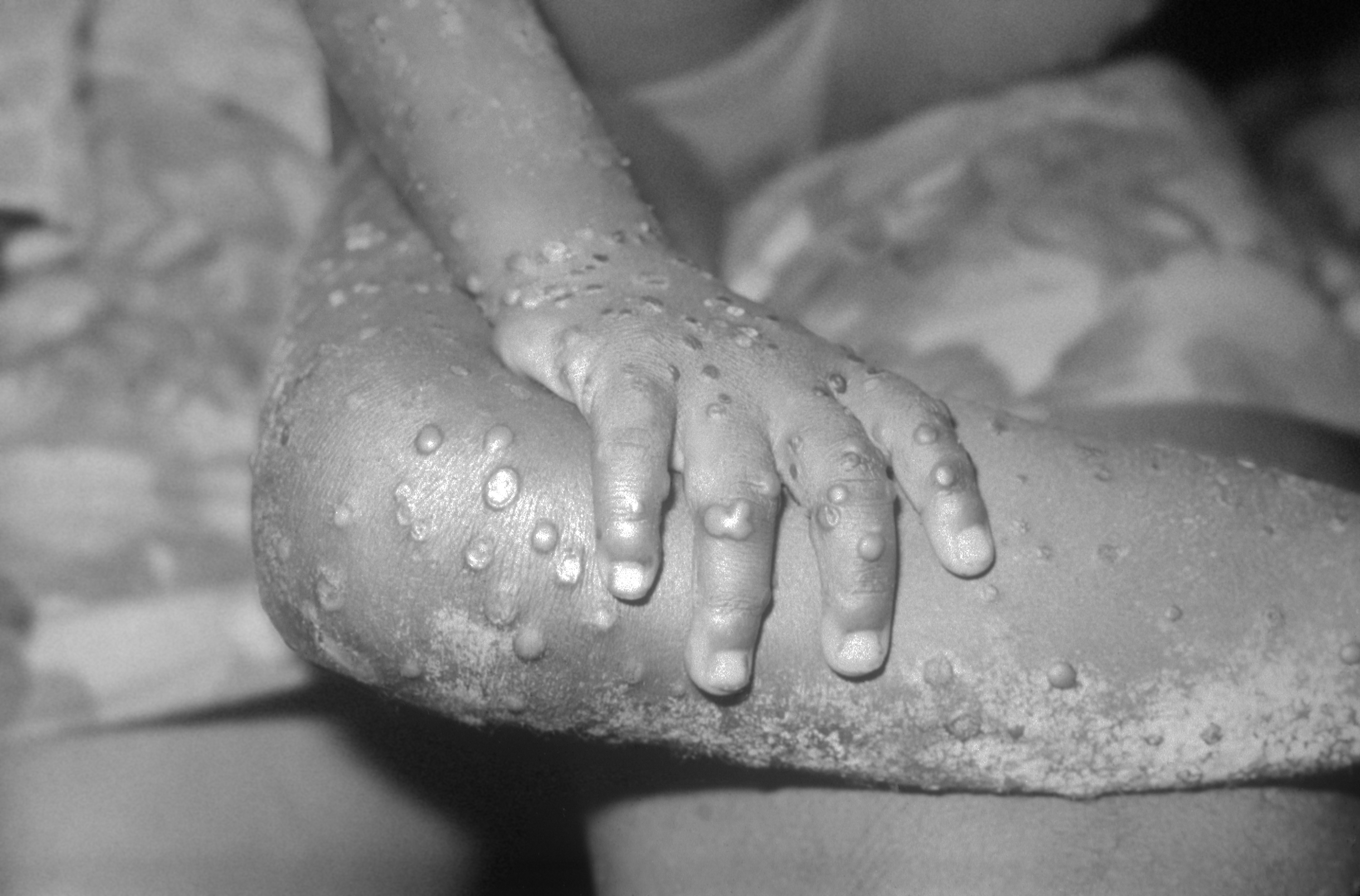
Lesões causadas pela varíola dos macacos, apresentada em uma menina de 4 anos na Libéria

Os Centros Africanos de Controle e Prevenção de Doenças alertaram vários membros da União Africana em maio de 2022 sobre casos de varíola. O diretor do África CDC, Ahmed Ogwell, disse que quatro países africanos relataram 1405 casos endêmicos com 62 mortes entre o início de 2022 e maio de 2022. A taxa de letalidade nesses quatro países africanos combinados é de 4,4%.
Em um artigo no The Conversation, Oyewale Tomori apontou que o número de infecções por varíola dos macacos na Nigéria até 2021 provavelmente será subnotificado porque grande parte da população nigeriana tem evitado instalações de saúde devido ao medo de contrair COVID-19 . A vigilância da Nigéria de várias doenças, incluindo a varíola dos macacos, teve que se concentrar na pandemia global de COVID-19 em 2020 e 2021, perdendo muitos casos e resultando em uma queda nas estatísticas oficiais. Como as autoridades de saúde britânicas relataram o primeiro caso de varíola no Reino Unido em maio de 2022, o governo nigeriano divulgou ao público informações e estatísticas sobre casos e mortes relatados no país. No relatório de 9 de maio de 2022, o NCDC afirmou que 230 casos foram confirmados em 20 estados e no Território da Capital Federal entre 2017 e 2022. O estado de Rivers foi o mais afetado, seguido por Bayelsa e Lagos. No período de 2017 a 2022, o NCDC relatou seis mortes em seis estados diferentes, representando uma taxa de mortalidade de 3,3%.
Esta é a tabela de 2022 casos em países que sofreram de varicela endêmica antes, em 17 de junho, de acordo com a OMS:
| País                           | Confirmado | Suspeita | Mortes registradas | Total |
| ------------------------------ | ---------- | -------- | ------------------ | ----- |
| Camarões                       | 3          | 28       | 0                  | 31    |
| República Centro-Africana      | 8          | 17       | 2                  | 25    |
| República do Congo             | 2          | 7        | 0                  | 9     |
| República Democrática do Congo | 10         | 1356     | 0                  | 1366  |
| Libéria                        | 2          | 4        | 0                  | 6     |
| Nigéria                        | 41         | 162      | 1                  | 146   |
| Serra Leoa                     | 0          | 2        | 0                  | 2     |
| Total                          | 66         | 1576     | 3                  | 1642  |

## Características do surto

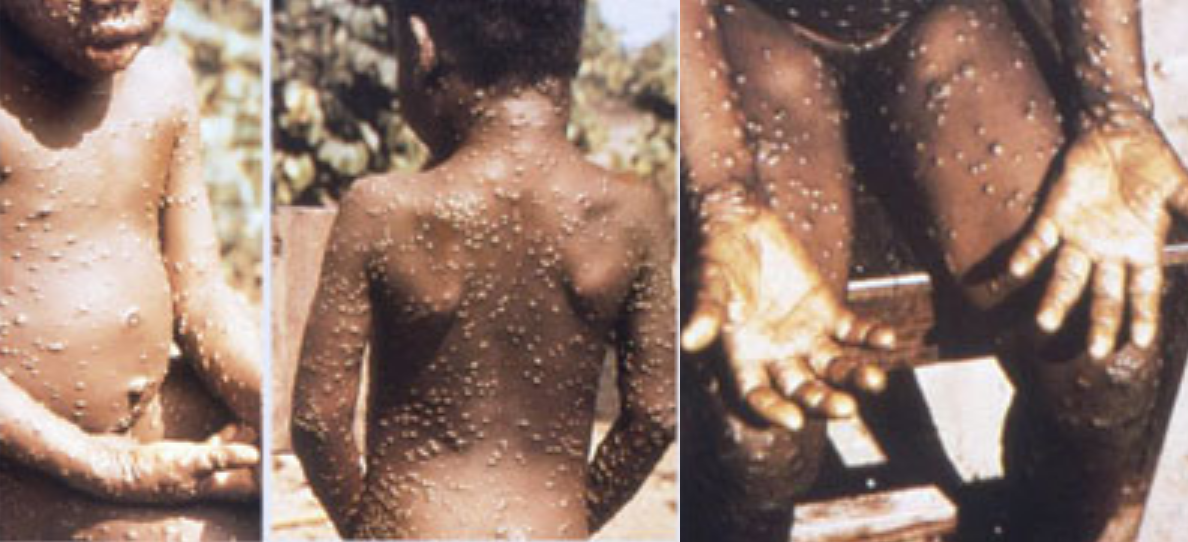
Criança apresenta feridas causadas pela varíola dos macacos por todo o corpo

A varíola símia é endêmica da África Ocidental e Central. Antes do surto de 2022, o Reino Unido havia registrado apenas sete casos anteriores de varíola, todos os quais eram casos importados da África ou profissionais de saúde envolvidos em seu tratamento. Os três primeiros desses casos foram em 2018, seguidos por um outro caso em 2019 e mais três em 2021. O único grande surto de varíola a ser registrado em um país ocidental antes de 2022 foi o surto de varíola do meio-oeste de 2003 nos Estados Unidos. Aquele não apresentava transmissão comunitária.
Este surto é do clado da África Ocidental, que tem uma taxa de letalidade de 1% de acordo com a Organização Mundial da Saúde. A sequência genómica do vírus associado a este surto foi publicada pela primeira vez a 19 de maio por investigadores portugueses. Eles confirmaram que o vírus da varíola dos macacos era do clado da África Ocidental, relacionado a outros surtos internacionais anteriores em 2018–19.
O surto de 2022 tem um padrão de propagação diferente em comparação com surtos anteriores de varíola fora da África. Dada a frequência incomumente alta de transmissão de humano para humano observada neste evento, e a provável transmissão comunitária sem histórico de viagens para áreas endêmicas, a disseminação do vírus por contato próximo é mais provável, sendo a transmissão durante as atividades sexuais a mais comum rota. A maioria dos casos ocorreu em homens. Uma proporção significativa de casos, embora não todos, ocorre em homens que fazem sexo com homens (HSH), principalmente no Canadá, Espanha e Reino Unido, com muitos casos diagnosticados em clínicas de saúde sexual. Os casos são principalmente em homens jovens e de meia-idade. Isso aponta para a transmissão devido ao contato próximo durante o sexo como sendo uma via de transmissão. O Centro Europeu de Prevenção e Controle de Doenças (ECDC) considera o vírus da varíola dos macacos moderadamente transmissível entre humanos. Segundo o centro, entre os HSH que contraíram o vírus, o meio de transmissão mais comum é provavelmente através da atividade sexual devido ao contacto íntimo com lesões cutâneas infecciosas. O ECDC classifica a probabilidade de transmissão por contato próximo, incluindo contato sexual, como "alta", mas, sem contato próximo, a probabilidade de transmissão entre indivíduos é considerada baixa. Na Nature , Anne Rimoin e Raina MacIntyre especulam que a maior porcentagem de HSH afetados é resultado da introdução coincidente na comunidade e, em seguida, atividade sexual constituindo "contato próximo" em vez do próprio vírus se tornar sexualmente transmissível. A varíola dos macacos não é principalmente uma doença sexualmente transmissível.
Em 23 de maio de 2022, David Heymann, consultor da Organização Mundial da Saúde, disse que a provável teoria de como o surto começou é a transmissão durante a relação sexual de homens gays e bissexuais em duas raves na Bélgica e na Espanha. Em 25 de maio, o The Guardian afirmou que muitos cientistas suspeitam que a doença estava circulando no Reino Unido e na Europa antes de atingir a comunidade HSH, possivelmente diagnosticada erroneamente ou detectada apenas em casos isolados; quatro casos foram diagnosticados em 2018 e 2019, todos em indivíduos recém-chegados da Nigéria.

## Linha do tempo

### Casos relatados inicialmente no Reino Unido

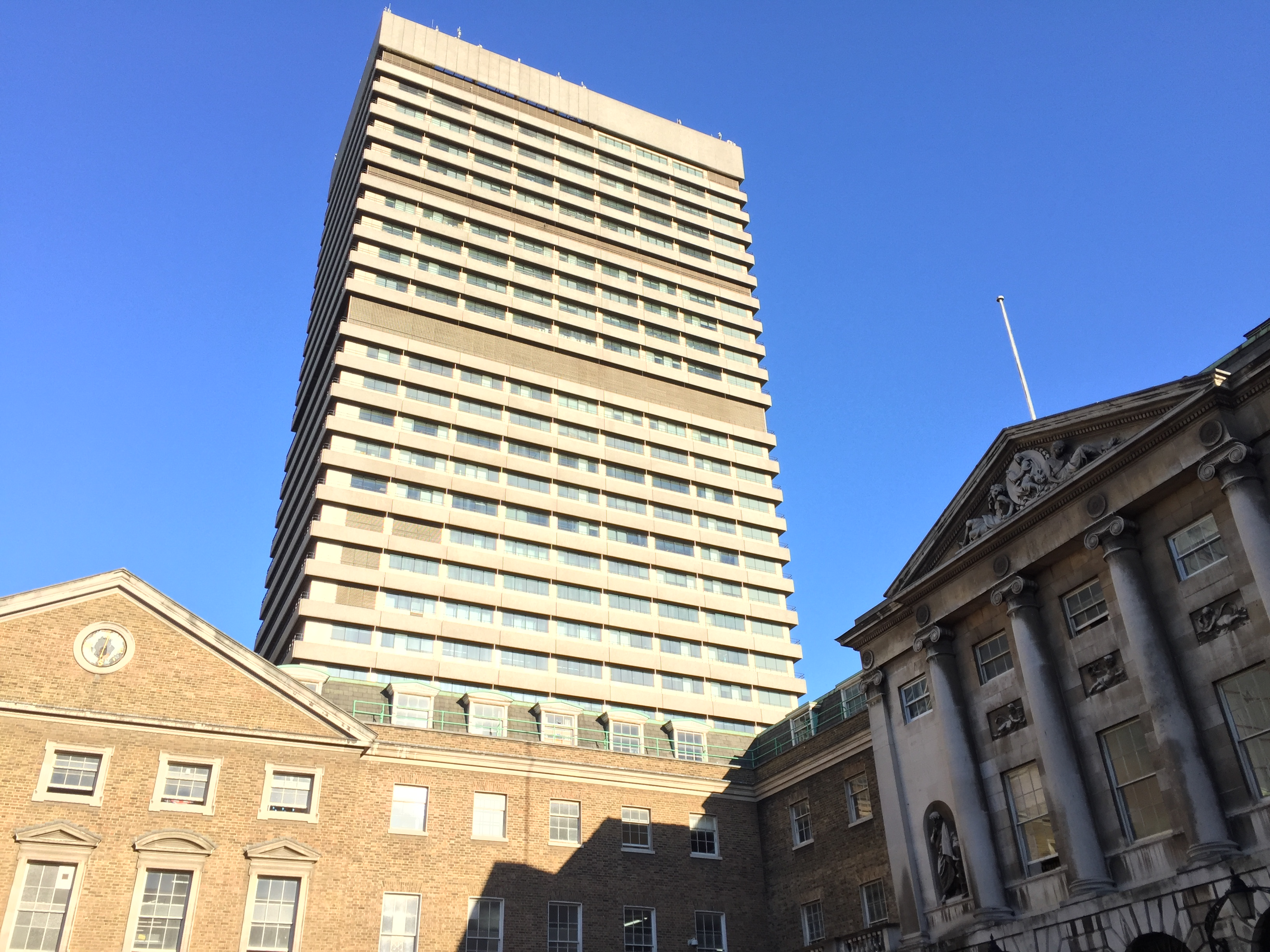
Guy's Hospital, onde o caso inicial de abril foi internado

No início de maio em 2022, foi relatado o caso de um residente britânico que viajou para Lagos e Delta na Nigéria, em áreas onde a varíola dos macacos é considerada uma doença endêmica. O paciente desenvolveu sintomas de varicela, incluindo erupção cutânea, em 29 de abril enquanto ainda na Nigéria. Em seguida, voaram de volta para o Reino Unido, chegando em 4 de maio. Eles se apresentaram ao hospital mais tarde no mesmo dia; A infecção por varíola dos macacos foi imediatamente suspeitada, e o paciente foi hospitalizado no Guy's Hospital e isolado, depois testou positivo para o vírus em 6 maio. O teste de amostras de swab de pacientes por reação em cadeia da polimerase (RCP) revelou que o surto era do clado da varíola dos macacos da África Ocidental, que é a menos mortal das duas variantes conhecidas da varíola dos macacos, com uma taxa de mortalidade de cerca de 1%.
Foi realizado um rastreamento extensivo de contatos de pessoas que estiveram em contato com o caso índice tanto no voo internacional da Nigéria para o Reino Unido quanto dentro do país após sua chegada, com possíveis contatos aconselhados a permanecer cientes dos sintomas da varíola e imediatamente isolar se algum se desenvolver dentro de 21 dias após o evento de contato. Após esse esforço de rastreamento de contatos, a Organização Mundial da Saúde (OMS) considerou a transmissão adicional do vírus no Reino Unido como de risco "mínimo".
O rastreamento de contatos em resposta ao caso foi estendido à Escócia em 14 maio, de acordo com a saúde pública da Escócia. Um "pequeno número" de pessoas na Escócia foi obrigado a se auto-isolar após contato próximo com a pessoa inicialmente relatada como infectada, embora o risco geral para o público em geral permanecesse "muito baixo".
Dois novos casos de varíola foram confirmados pela Agência de Segurança da Saúde do Reino Unido (UKHSA) em 12 de maio, ambos em Londres. Esses dois viviam juntos no mesmo domicílio, sem vínculo conhecido entre nenhum deles e o caso primordial ou viagem para regiões endêmicas, assim caracterizando casos suspeitos de serem os primeiros de uma transmissão comunitária. Um dos novos casos foi hospitalizado no Hospital de Santa Maria, enquanto o outro caso com sintomas mais leves foi considerado auto-isolado em casa.
Quatro casos de varíola foram confirmados pelo UKHSA em 17 maio, em três londrinos e uma pessoa no nordeste da Inglaterra que já havia viajado para Londres. Nenhum desses novos casos tinha histórico de contato conhecido com os três casos confirmados anteriores, sugerindo que a transmissão comunitária mais ampla do vírus estava em andamento na área de Londres. A UKHSA afirmou que o risco para o público em geral permaneceu "muito baixo". Pacientes com infecção ativa por varíola foram confirmados para serem hospitalizados.
Em 20 de maio, foi relatado por Sajid Javid que outros onze casos foram confirmados no Reino Unido, elevando o total no país para vinte. Um representante da UKHSA pediu vigilância entre homens gays e bissexuais, que representam um número desproporcional de casos no Reino Unido e na Europa.

### Outros países
Em 18 de maio em Portugal, 14 casos de varíola foram notificados pelas autoridades de saúde de um total de 20 casos suspeitos. Os resultados dos testes de duas amostras estavam pendentes. Na Espanha, há sete casos confirmados em 18 de maio. No mesmo dia, os Estados Unidos confirmaram seu primeiro caso de varíola dos macacos em 2022 e o Canadá relatou 13 casos suspeitos.
Em 19 de maio, a Suécia e a Bélgica relataram seus primeiros casos de varíola dos macacos, enquanto a Itália confirmou seu primeiro caso em um viajante que havia chegado das Ilhas Canárias. Um caso suspeito foi relatado na França. Uma análise genômica realizada em um caso em Portugal situa o vírus que infecta aquele paciente no clado da África Ocidental, encontrando-o mais intimamente relacionado a vírus associados a casos exportados da Nigéria em 2018 e 2019. O erro de sequenciamento atual impede a colocação exata do vírus dentro do grupo desses vírus nigerianos.
Após a detecção de um caso em Massachusetts no dia anterior, os Estados Unidos, em 19 de maio, fizeram um pedido de US$ 299 milhões para 13 milhões de vacinas contra a varíola dos macacos da Bavarian Nordic.
Em 20 de maio, a Austrália relatou seu primeiro caso suspeito, em um homem que adoeceu após retornar de uma viagem pela Europa. Um segundo caso também foi confirmado no mesmo dia. Os casos foram identificados como sendo em Melbourne e Sydney. Ambos voltaram recentemente de uma viagem pela Europa. Alemanha e Holanda confirmaram seus primeiros casos no mesmo dia.
Em 21 de maio, Suíça e Israel confirmaram seus primeiros casos. A Grécia relatou seu primeiro caso suspeito no mesmo dia, um turista inglês de 29 anos.
Em 23 de maio, a Dra. Sue Hopkins, consultora médica chefe da Agência de Segurança da Saúde do Reino Unido, anunciou que 37 novos casos de varíola dos macacos foram confirmados, mais que dobrando o total confirmado no Reino Unido para 57 casos.

### OMS aconselha homens que fazem sexo com homens a reduzirem número de parceiros
Recomendação feita no dia 27 de Julho de 2022 tem como objetivo 'reduzir risco de exposição', segundo Tedros Adhanom, o diretor da organização. Ele também voltou a afirmar que 'estigma e discriminação podem ser tão perigosos quanto qualquer vírus e podem alimentar o surto'.
Uma das principais investigações sobre essa questão foi recentemente publicada no jornal The New England Journal of Medicine. Na qual especialistas da Universidade Queen Mary de Londres, em conjunto com outras instituições britânicas, avaliaram 528 casos de varíola dos macacos que ocorreram entre abril e junho em 16 países diferentes. Os números mostram que 98% dos pacientes se declararam gays, bissexuais ou HSH. 75% deles se diziam brancos e 41% eram HIV positivo.
A idade média dos indivíduos avaliados era de 38 anos e 95% tinham a relação sexual como a principal forma de contato com a doença.

## Pesquisas e investigações

### Alterações de transmissão
Este surto foi a primeira vez que a transmissão comunitária da varíola dos macacos foi registrada fora da África e os primeiros casos conhecidos e de transmissão entre homens que fazem sexo com homens (HSH). Antes do surto de 2022, a varíola dos macacos não era considerada uma infecção sexualmente transmissível (IST). A rápida disseminação do vírus entre parceiros sexuais nos estágios iniciais do surto levou à discussão de que a relação sexual pode ser uma outra via de transmissão. Ainda não está claro se se tornou ou não uma DST, e alguns especialistas duvidam que tenha se transformado em uma, apesar de se espalhar nas redes sexuais. Na Nature, Anne Rimoin e Raina MacIntyre especulam que a maior porcentagem de HSH afetados é resultado da introdução coincidente na comunidade e, em seguida, atividade sexual constituindo "contato próximo" em vez do próprio vírus se tornar sexualmente transmissível. O ECDC afirma que “o vírus da varíola dos macacos é considerado de transmissibilidade moderada entre humanos e pode ser transmitido por gotículas e/ou contato com lesões infectadas. A transmissão entre parceiros sexuais, devido ao contato íntimo durante o sexo com lesões cutâneas infecciosas, parece ser o modo provável de transmissão entre HSH." O ECDC classifica a probabilidade de transmissão devido a contato próximo, incluindo contato sexual, como “alta”, mas, sem contato próximo, considera o risco para o público em geral “baixo”.

### Alterações genômicas
A sequência genómica do vírus associado a este surto foi publicada pela primeira vez a 19 de maio por investigadores portugueses. A pesquisa confirmou que o vírus da varíola dos macacos era do clado da África Ocidental, muito intimamente relacionado a outros surtos internacionais anteriores em 2018-19, e provavelmente se originou na Nigéria. Uma investigação mais aprofundada da sequência genômica pode fornecer mais informações sobre "epidemiologia, fontes de infecção e padrões de transmissão". O sequenciamento genômico de um paciente belga com varíola dos macacos indicou resultados semelhantes. Espera-se mais dados e análises do genoma, mas, como um vírus de DNA, considera-se improvável que o Monkeypox virus tenha sofrido uma mutação para se tornar mais capaz de transmissão de humano para humano.

### Vacinas
As vacinas contra a varíola contendo vaccinia, como Imvanex (Jynneos), podem fornecer cerca de 85% de eficácia contra a varíola dos macacos. Este nível de proteção é calculado a partir de estudos usando vacinas contra a varíola testadas no final de 1980 na África. A UKHSA começou a usar Imvanex como profilaxia pós-exposição para contatos próximos de casos conhecidos.
Em 25 de maio, especialistas em doenças do NICD na África do Sul disseram que não viam necessidade de vacinação em massa, porque acreditam que os casos não explodirão como na pandemia de COVID-19.
Em reação ao atual surto de varíola dos macacos, vários países declararam que estão comprando vacinas e/ou liberando vacinas de estoques nacionais para uso no surto. Em maio de 2022, os EUA, Espanha, Alemanha e Reino Unido anunciaram compras de vacina contra a varíola.
Em 24 de maio, a vice-diretora do Centro de Controle de Doenças (CDC), Jennifer McQuiston, confirmou que os Estados Unidos estão liberando parte de seu suprimento de vacina Jynneos de seu Estoque Nacional Estratégico para pessoas de "alto risco".

## Aspectos sociais
As autoridades de saúde pública visam direcionar recursos e educação para os grupos afetados, mas evitam o estigma que poderia desencorajar as pessoas com sintomas ou que foram expostas a procurar ajuda. Grupos de direitos LGBTQ+ emitiram declarações aconselhando a mídia a evitar estigmatizar grupos marginalizados, como homens que fazem sexo com homens. Em 22 de maio, o UNAIDS instou os comunicadores a evitar o estigma adotando uma abordagem baseada em evidências, reiterou que a doença pode afetar qualquer pessoa e que o risco não se limita a homens que fazem sexo com homens.
Em 24 de maio, o The Washington Post publicou um artigo que apontava a falta de atenção global à doença quando ela afetava apenas africanos, em comparação com a atenção direcionada a ela quando um pequeno número de casos passou a afetar países ocidentais. Alguns também se opuseram a fotos usadas na cobertura da mídia de doenças leves na Europa que apresentavam casos graves em africanos de pele escura.

### Desinformação
Desinformação e teorias da conspiração se espalham online, inclusive no Weibo. Em um artigo publicado pela BBC contra a desinformação sobre o surto de varíola, a jornalista Rachel Schraer observou que contas de mídia social e agências de notícias de diferentes países, incluindo China, Rússia, Ucrânia e Estados Unidos, têm promovido a ideia de que o surto foi causado por um vazamento de laboratório ou que monkeypox está sendo usado como uma arma biológica. O Instituto de Diálogo Estratégico afirmou sobre isso como "Reviver a disseminação de um conjunto de conspirações de recortar e colar", referindo-se às teorias da conspiração usadas durante a pandemia do COVID-19. A BBC também deixou claro que as sequências genéticas do vírus, até onde se sabe, remontam a uma cepa da África Ocidental.
A televisão estatal russa, fomentou uma teoria conspiratória de que os Estados Unidos através do financiamento de laboratórios na Nigéria estariam tentando utilizar a varíola dos macacos como uma arma biológica. Em um artigo com Igor Kirillov, o líder das Tropas de Proteção Contra Radiação, Química e Biológica das Forças Armadas da Rússia, a televisão afirmou que, em 2003, o Departamento de Defesa norte-americano "desenvolveu um programa de vacinação contra a varíola, segundo o qual todos os militares dos Estados Unidos estão sujeitos à vacinação obrigatória. Isso indica que os Estados Unidos consideram o patógeno da varíola como agente biológico patogénico prioritário para uso em combate e as medidas de vacinação em andamento visam proteger os seus próprios contingentes militares", sugeriu.

### Homofobia
Desde o inicio do surto, quando foi reconhecida uma relação preliminar entre HSH e a transmissão da doença, organizações de defesa à comunidade LGBTQIA+ demonstraram a preocupação com o aumento de ataques homofóbicos relacionados à doença. O jornalista Benjamin Ryan, em um artigo de opinião no Washington Post, traça uma linha entre as tentativas de não estigmatizar desnecessariamente os gays e a importância de dizer a verdade sobre a varíola dos macacos. Segundo a UNIAIDS, o estigma da doença ser reconhecida como uma "doença de gay" gera um risco à saúde pública tendo em vista que o estigma gera um medo que afasta principalmente homens da busca por um tratamento médico, com medo de ter sua orientação sexual questionada. Por meio de um comunicado a imprensa, o diretor executivo adjunto da UNIAIDS, Matthew Kavanagh, afirmou:
| “                                          | A experiência mostra que a retórica estigmatizante pode rapidamente enfraquecer a resposta baseada em evidências, gerando medo, afastando as pessoas dos serviços de saúde, impedindo os esforços para identificar casos e encorajando medidas punitivas ineficazes. | ” |
| — Matthew Kavanagh representando a UNIAIDS | |   |

### Racismo
O Dr. Tedros Adhanom Ghebreyesus, diretor-geral da OMS, disse que a organização está “trabalhando com parceiros e especialistas de todo o mundo para mudar o nome do vírus da varíola dos macacos, seus subtipos e a doença que causa”. Isto ocorre depois depois de diversos cientistas reivindicarem a mudança do nome da doença, principalmente pelo surto de 2022 ser vinculado ao clado, linhagem ou genótipo da 'África Ocidental', assim catalizando uma xenofobia contra os países africanos e seus imigrantes.
"A manifestação mais óbvia disso é o uso de fotos de pacientes africanos para retratar as lesões da varíola na grande mídia do norte global", afirmaram os cientistas que manifestaram-se contra o nome da doença. Os cientistas também argumentaram que o nome contraria a prática de abster-se de "localizações geográficas na nomenclatura de doenças e grupos de doenças". Ao longo da proposta, os cientistas se referem à cepa como “hMPXV”, em vez de varíola, como um substituto.

## Casos por país
Esta é uma tabela de casos confirmados e suspeitos de varíola fora dos países africanos onde o vírus é endêmico. Não inclui países onde casos suspeitos foram relatados, mas posteriormente descartados, como Equador, Costa Rica e Afeganistão.
| País                   | Confirmados | Suspeitos | Total  | Mortes | Última atualização     | Primeiro caso confirmado | Primeira morte confirmada |
| ---------------------- | ----------- | --------- | ------ | ------ | ---------------------- | ------------------------ | ------------------------- |
| Estados Unidos         | 4 639       | —         | 4 639  |        | 27 de julho de 2022    | 18 de maio de 2022       |                           |
| Espanha                | 3 999       | 62        | 4 061  | 2      | 27 de julho de 2022    | 18 de maio de 2022       | 29 de julho de 2022       |
| Alemanha               | 2 459       | —         | 2 459  |        | 27 de julho de 2022    | 20 de maio de 2022       |                           |
| Reino Unido            | 2 367       | —         | 2 367  |        | 26 de julho de 2022    | 6 de maio de 2022        |                           |
| França                 | 1 837       | —         | 1 837  |        | 26 de julho de 2022    | 20 de maio de 2022       |                           |
| Brasil                 | 978         | 544       | 1 522  | 1      | 27 de julho de 2022    | 9 de junho de 2022       | 29 de julho de 2022       |
| Países Baixos          | 818         | —         | 818    |        | 25 de julho de 2022    | 20 de maio de 2022       |                           |
| Canadá                 | 719         | 45        | 764    |        | 26 de julho de 2022    | 19 de maio de 2022       |                           |
| Portugal               | 588         | —         | 588    |        | 21 de julho de 2022    | 18 de maio de 2022       |                           |
| Itália                 | 426         | —         | 426    |        | 26 de julho de 2022    | 19 de maio de 2022       |                           |
| Bélgica                | 393         | 1         | 394    |        | 26 de julho de 2022    | 19 de maio de 2022       |                           |
| Suíça                  | 251         | —         | 251    |        | 27 de julho de 2022    | 21 de maio de 2022       |                           |
| Peru                   | 2 311       | 10        | 2 321  | 1      | 24 de setembro de 2022 | 26 de junho de 2022      | 1 de agosto de 2022       |
| Israel                 | 121         | —         | 121    |        | 26 de julho de 2022    | 21 de maio de 2022       |                           |
| Áustria                | 115         | —         | 115    |        | 27 de julho de 2022    | 22 de maio de 2022       |                           |
| Irlanda                | 85          | —         | 85     |        | 26 de julho de 2022    | 27 de maio de 2022       |                           |
| Suécia                 | 81          | —         | 81     |        | 25 de julho de 2022    | 19 de maio de 2022       |                           |
| Dinamarca              | 71          | —         | 71     |        | 27 de julho de 2022    | 23 de maio de 2022       |                           |
| México                 | 60          | —         | 60     |        | 27 de julho de 2022    | 28 de maio de 2022       |                           |
| Polónia                | 53          | —         | 53     |        | 26 de julho de 2022    | 10 de junho de 2022      |                           |
| Noruega                | 51          | —         | 51     |        | 27 de julho de 2022    | 31 de maio de 2022       |                           |
| Chile                  | 45          | 1         | 46     |        | 27 de julho de 2022    | 17 de junho de 2022      |                           |
| Austrália              | 44          | —         | 44     |        | 25 de julho de 2022    | 20 de maio de 2022       |                           |
| Hungria                | 37          | —         | 37     |        | 26 de julho de 2022    | 31 de maio de 2022       |                           |
| Gana                   | 34          | —         | 34     | 1      | 27 de julho de 2022    | 8 de junho de 2022       | 31 de julho de 2022       |
| Eslovênia              | 33          | —         | 33     |        | 26 de julho de 2022    | 24 de maio de 2022       |                           |
| Grécia                 | 29          | —         | 29     |        | 26 de julho de 2022    | 8 de junho de 2022       |                           |
| Luxemburgo             | 22          | —         | 22     |        | 27 de julho de 2022    | 15 de junho de 2022      |                           |
| Argentina              | 20          | —         | 20     |        | 26 de julho de 2022    | 27 de maio de 2022       |                           |
| Roménia                | 20          | —         | 20     |        | 25 de julho de 2022    | 13 de junho de 2022      |                           |
| Malta                  | 17          | —         | 17     |        | 22 de julho de 2022    | 28 de maio de 2022       |                           |
| Chéquia                | 16          | —         | 16     |        | 25 de julho de 2022    | 24 de maio de2022        |                           |
| Emirados Árabes Unidos | 16          | —         | 16     |        | 24 de julho de 2022    | 24 de maio de 2022       |                           |
| Finlândia              | 13          | —         | 13     |        | 20 de julho de 2022    | 27 de maio de 2022       |                           |
| Colômbia               | 12          | —         | 12     |        | 26 de julho de 2022    | 23 de junho de 2022      |                           |
| Croácia                | 11          | —         | 11     |        | 27 de julho de 2022    | 23 de junho de 2022      |                           |
| Porto Rico             | 11          | 2         | 13     |        | 21 de julho de 2022    | 28 de junho de 2022      |                           |
| Singapura              | 11          | —         | 11     |        | 27 de julho de 2022    | 20 de junho de 2022      |                           |
| Sérvia                 | 10          | —         | 10     |        | 26 de julho de 2022    | 17 de junho de 2022      |                           |
| Islândia               | 9           | —         | 9      |        | 22 de julho de 2022    | 9 de junho de 2022       |                           |
| Gibraltar              | 5           | —         | 5      |        | 22 de julho de 2022    | 1 de junho de 2022       |                           |
| Estónia                | 5           | —         | 5      |        | 27 de julho de 2022    | 28 de junho de 2022      |                           |
| Bulgária               | 4           | —         | 4      |        | 25 de julho de 2022    | 23 de junho de 2022      |                           |
| Índia                  | 4           | 1         | 5      | 1      | 25 de julho de 2022    | 14 de julho de 2022      | 1 de agosto de 2022       |
| Líbano                 | 4           | —         | 4      |        | 22 de julho de 2022    | 20 de junho de 2022      |                           |
| África do Sul          | 3           | —         | 3      |        | 11 de julho de 2022    | 23 de junho de 2022      |                           |
| Andorra                | 3           | —         | 3      |        | 26 de julho de 2022    | 2 de julho de 2022       |                           |
| Arábia Saudita         | 3           | —         | 3      |        | 25 de julho de 2022    | 14 de julho de 2022      |                           |
| Costa Rica             | 3           | —         | 3      |        | 26 de julho de 2022    | 20 de julho de 2022      |                           |
| Equador                | 3           | —         | 3      |        | 26 de julho de 2022    | 6 de julho de 2022       |                           |
| Eslováquia             | 3           | —         | 3      |        | 22 de julho de 2022    | 12 de julho de 2022      |                           |
| Letônia                | 3           | —         | 3      |        | 22 de julho de 2022    | 3 de junho de 2022       |                           |
| República Dominicana   | 3           | —         | 3      |        | 19 de julho de 2022    | 6 de julho de 2022       |                           |
| Catar                  | 2           | —         | 2      |        | 26 de julho de 2022    | 21 de julho de 2022      |                           |
| Jamaica                | 2           | —         | 2      |        | 24 de julho de 2022    | 6 de julho de 2022       |                           |
| Nova Zelândia          | 2           | —         | 2      |        | 12 de julho de 2022    | 9 de julho de 2022       |                           |
| Taiwan                 | 2           | —         | 2      |        | 13 de julho de 2022    | 24 de junho de 2022      |                           |
| Bahamas                | 1           | —         | 1      |        | 30 de junho de 2022    | 30 de junho de 2022      |                           |
| Barbados               | 1           | —         | 1      |        | 16 de julho de 2022    | 16 de julho de 2022      |                           |
| Bermudas               | 1           | —         | 1      |        | 22 de julho de 2022    | 22 de julho de 2022      |                           |
| Bósnia e Herzegovina   | 1           | —         | 1      |        | 13 de julho de 2022    | 13 de julho de 2022      |                           |
| Coreia do Sul          | 1           | —         | 1      |        | 22 de junho de 2022    | 22 de junho de 2022      |                           |
| Geórgia                | 1           | —         | 1      |        | 19 de julho de 2022    | 15 de junho de 2022      |                           |
| Japão                  | 1           | —         | 1      |        | 25 de julho de 2022    | 25 de julho de 2022      |                           |
| Jersey                 | 1           | —         | 1      |        | 23 de julho de 2022    | 23 de julho de 2022      |                           |
| Marrocos               | 1           | 1         | 2      |        | 14 de junho de 2022    | 2 de junho de 2022       |                           |
| Martinica              | 1           | —         | 1      |        | 17 de julho de 2022    | 17 de julho de 2022      |                           |
| Mónaco                 | 1           | —         | 1      |        | 22 de julho de 2022    | 22 de julho de 2022      |                           |
| Nova Caledônia         | 1           | —         | 1      |        | 12 de julho de 2022    | 12 de julho de 2022      |                           |
| Panamá                 | 1           | —         | 1      |        | 5 de julho de 2022     | 5 de julho de 2022       |                           |
| Rússia                 | 1           | —         | 1      |        | 12 de julho de 2022    | 12 de julho de 2022      |                           |
| Tailândia              | 1           | —         | 1      |        | 21 de julho de 2022    | 21 de julho de 2022      |                           |
| Turquia                | 1           | —         | 1      |        | 19 de julho de 2022    | 30 de junho de 2022      |                           |
| Venezuela              | 1           | —         | 1      |        | 12 de junho de 2022    | 12 de junho de 2022      |                           |
| Somália                | —           | 4         | 4      |        | 9 de junho de 2022     | —                        |                           |
| Uruguai                | —           | 1         | 1      |        | 5 de junho de 2022     | —                        |                           |
| Zâmbia                 | —           | 1         | 1      |        | 20 de junho de 2022    | —                        |                           |
| Total                  | 20 846      | 832       | 21 678 | 6      | —                      | —                        |                           |

1. ↑  Territórios Ultramarinos Britânicos.

### Cronologia dos primeiros casos por país ou território
| Data                | Países / Territórios                          |
| ------------------- | --------------------------------------------- |
| 6 de maio de 2022   | Reino Unido                                   |
| 18 de maio de 2022  | Portugal • Espanha • Estados Unidos           |
| 19 de maio de 2022  | Bélgica • Canadá • Itália • Suécia            |
| 20 de maio de 2022  | Austrália • França • Alemanha • Países Baixos |
| 21 de maio de 2022  | Israel • Suíça                                |
| 22 de maio de 2022  | Áustria                                       |
| 23 de maio de 2022  | Dinamarca                                     |
| 24 de maio de 2022  | Chéquia • Eslovênia • Emirados Árabes Unidos  |
| 27 de maio de 2022  | Argentina • Finlândia • Irlanda               |
| 28 de maio de 2022  | Malta • México                                |
| 31 de maio de 2022  | Hungria • Noruega                             |
| 1 de junho de 2022  | Gibraltar                                     |
| 2 de junho de 2022  | Marrocos                                      |
| 3 de junho de 2022  | Letônia                                       |
| 8 de junho de 2022  | Gana • Grécia                                 |
| 9 de junho de 2022  | Brasil • Islândia                             |
| 10 de junho de 2022 | Polónia                                       |
| 12 de junho de 2022 | Venezuela                                     |
| 13 de junho de 2022 | Roménia                                       |
| 15 de junho de 2022 | Geórgia • Luxemburgo                          |
| 17 de junho de 2022 | Chile • Sérvia                                |
| 20 de junho de 2022 | Líbano • Singapura                            |
| 22 de junho de 2022 | Coreia do Sul                                 |
| 23 de junho de 2022 | África do Sul • Bulgária • Colômbia • Croácia |
| 24 de junho de 2022 | Taiwan                                        |
| 26 de junho de 2022 | Peru                                          |
| 28 de junho de 2022 | Estónia                                       |
| 29 de junho de 2022 | Porto Rico                                    |
| 30 de junho de 2022 | Bahamas • Turquia                             |
| 2 de julho de 2022  | Andorra                                       |
| 5 de julho de 2022  | Panamá                                        |
| 6 de julho de 2022  | Equador • Jamaica • República Dominicana      |
| 7 de julho de 2022  | Eslováquia                                    |
| 9 de julho de 2022  | Nova Zelândia                                 |
| 12 de julho de 2022 | Nova Caledônia • Rússia                       |
| 13 de julho de 2022 | Bósnia e Herzegovina                          |
| 14 de julho de 2022 | Índia • Arábia Saudita                        |
| 16 de julho de 2022 | Barbados                                      |
| 17 de julho de 2022 | Martinica                                     |
| 20 de julho de 2022 | Costa Rica                                    |
| 21 de julho de 2022 | Catar • Tailândia                             |
| 22 de julho de 2022 | Bermudas • Mónaco                             |
| 23 de julho de 2022 | Jersey                                        |
| 25 de julho de 2022 | Japão                                         |

1. ↑  Territórios Ultramarinos Britânicos.
2. ↑  Não membro das Nações Unidas com reconhecimento limitado por alguns Estados-membros da ONU.

## Reações

### Resposta de órgãos da ONU

#### Organização Mundial da Saúde
Em 20 de maio, a Organização Mundial da Saúde (OMS) convocou uma reunião de emergência de conselheiros independentes para discutir o surto e avaliar o nível de ameaça. Seu chefe europeu, Hans Kluge, expressou preocupação de que as infecções possam acelerar na Europa à medida que as pessoas se reúnem para festas e festivais durante o verão. Espera-se que a OMS forneça uma atualização sobre o sequenciamento do genoma do vírus de diferentes casos para determinar a causa. Em 14 de junho, a OMS anunciou planos de alterar a nomenclatura do vírus monkeypox, a fim de combater o estigma e o racismo em torno da doença.
Em 23 de junho, em reunião marcada pela OMS, determinou que o surto, até então, não constituía uma Emergência de Saúde Pública de Âmbito Internacional, mas essa decisão foi anulada por uma reunião posterior em 23 de julho de 2022, confirmando a nova classificação do surto.
Em uma recomendação feita no dia 27 de Julho de 2022 a OMS aconselha homossexuais a reduzirem número de parceiros, a recomendação tem como objetivo 'reduzir risco de exposição', segundo Tedros Adhanom, o diretor da organização. Ele também voltou a afirmar que 'estigma e discriminação podem ser tão perigosos quanto qualquer vírus e podem alimentar o surto'.

#### UNAIDS
O UNAIDS instou os comunicadores a evitar o estigma adotando uma abordagem baseada em evidências, reiterou que a doença pode afetar qualquer pessoa e que o risco não se limita a homens que fazem sexo com homens.

### Resposta de países
- África do Sul: Em 26 de maio de 2022, o Instituto Nacional de Doenças Transmissíveis (NICD) divulgou um comunicado sobre como o vírus é transmitido, e o instituto afirmou que o surto de 2022 é o maior surto de Monkeypox fora das regiões endêmicas. Além disso, o NICD afirmou que o vírus se espalha principalmente em áreas de floresta tropical na África Ocidental e Central.[248]
- Alemanha: Fabian Leendertz, do Instituto Robert Koch, descreveu o surto como uma epidemia que não durará muito: "Os casos podem ser bem isolados através do rastreamento de contatos e também existem medicamentos e vacinas eficazes que podem ser usadas, se necessário".[249]
- Argélia: O Instituto Pasteur da Argélia emitiu um comunicado em maio de 2022, no qual o Instituto descreveu as origens da varíola dos macacos na África Subsaariana e recomendou o distanciamento físico, bem como o uso de máscaras em locais lotados ou fechados, além de evitar o contato com animais selvagens que podem possuir o vírus.[250]
- Arábia Saudita: Em 21 de maio, o Ministério da Saúde saudita afirmou que está pronto para monitorar e investigar casos de varíola, se houver. Acrescentaram que também possui um plano preventivo integrado para lidar com esses casos caso apareçam, incluindo a identificação de casos suspeitos e confirmados.[251]
- Bangladesh: A Direção Geral de Serviços de Saúde (DGHS) emitiu alertas em todos os portos do país para evitar a propagação da varíola. De acordo com o porta-voz da Direção Nazmul Islam, a DGHS pediu a todos os portos aéreos, terrestres e marítimos que estejam alertas. Os casos suspeitos são orientados a serem encaminhados a um hospital de infectologia e mantidos em isolamento.[252]
- Brasil: O Ministério da Saúde do Brasil começou a monitorar o paciente brasileiro na Alemanha solicitando mais informações ao Ministério da Saúde da Alemanha. Ele também criou grupos de biólogos para monitorar macacos e grupos médicos para monitorar possíveis casos.[253]
- Bélgica: O Grupo de Avaliação de Risco (RAG) e as autoridades de saúde declararam que os infectados com varíola dos macacos devem se auto-isolar por 21 dias.[254]
- Canadá: Em 24 de maio, a Agência de Saúde Pública do Canadá declarou que estava em processo de extração de vacinas Imvamune de seu Estoque Estratégico de Emergência Nacional para implantação em todo o país, começando pela província de Quebec. Em 26 de maio, Quebec anunciou que as vacinas Imvamune seriam disponibilizadas para aqueles que estiveram em contato próximo com casos confirmados ou suspeitos de varíola.[255]
- China: Em 2 de junho, o CDC chinês emitiu um aviso citando o documento da OMS com uma tradução do original "Estigmatizar pessoas por causa de uma doença NUNCA é ok. Qualquer pessoa pode contrair ou transmitir varíola, independentemente de sua sexualidade".[256]
- Colômbia: Em maio de 2022, o Ministério da Saúde colombiano estava tomando medidas de acompanhamento e controle. A diretora de Epidemiologia e Demografia do Ministério da Saúde, Claudia Cuellar, informou a população colombiana sobre como a varíola se espalha pelas pessoas e falou sobre a apresentação clínica do vírus e as normas internacionais de saúde.[257]
- Estados Unidos: Em 22 de maio, o presidente Joe Biden comentou que "eles ainda não me disseram o nível de exposição, mas é algo com que todos devem se preocupar", enquanto seu conselheiro de segurança nacional garantiu ao público que os EUA têm uma vacina capaz de tratamento do vírus.[258]
- Egito: Em 24 de maio de 2022, o Ministério da Saúde e População do Egito informou sobre medidas para prevenir novas infecções por varíola de macacos, entre elas, lavar as mãos com sabão ou usar desinfetante para as mãos à base de álcool, além do uso de equipamentos de proteção individual, como máscaras . Além disso, o Ministério informou que devem ser adotados procedimentos veterinários de quarentena para animais que apresentem a doença.[259]
- Fiji: O Centro de Controle de Doenças e a Unidade de Proteção à Saúde de Fronteiras do país estão monitorando a situação. O Ministério da Saúde implementou protocolos de prevenção de infecções na fronteira.[260][261]
- Filipinas: O secretário de Saúde, Francisco Duque III, disse que as Filipinas estão intensificando suas medidas de controle de fronteiras em meio à ameaça do vírus da varíola dos macacos.[262]
- Guatemala: Em 26 de maio de 2022, o Ministro da Saúde da Guatemala, Francisco Coma, informou que o Ministério declarou um alerta epidemiológico nas fronteiras do país centro-americano, com o objetivo de detectar possíveis casos de varíola.[263] O ministro também mencionou que uma das principais transmissões da varíola símia é de ferimentos e fluidos corporais, bem como o contato com roupas contaminadas.[264]
- Índia: O ministro da Saúde da União, Mansukh Mandaviya, orientou o Centro Nacional de Controle de Doenças e o ICMR a acompanhar de perto e monitorar a situação. O Ministério da Saúde da União também orientou os agentes de saúde dos aeroportos e dos portos a ficarem vigilantes, segundo fontes oficiais. Eles foram instruídos a isolar e enviar amostras ao Instituto Nacional de Virologia de qualquer passageiro doente com histórico de viagens para países infectados.[265]
- Irlanda: O Health Service Executive (HSE) montou uma equipe multidisciplinar de gerenciamento de incidentes para se preparar para a possível chegada da varíola, e especialistas em doenças infecciosas estão em alerta para pacientes com sintomas do vírus.[266]
- Kosovo: 23 de maio, o Ministério da Saúde e o Instituto Nacional de Saúde Pública, elaboraram um documento de recomendações e medidas para ajudar a prevenir a propagação da doença. Em comunicado à imprensa, as autoridades de saúde declararam que a situação está sendo monitorada de perto.[267]
- Luxemburgo: Em 21 de maio, o Ministério da Saúde disse que está monitorando a situação com a sua Europa.[268] Departamento Nacional de Doenças Infecciosas do HLC e abster-se de atividades de contato próximo até que a infecção seja resolvida.[269]
- Malásia: Em 27 de maio de 2022, o Ministério da Saúde da Malásia reativou o aplicativo MySejahtera para fornecer informações e vigilância sobre a varíola dos macacos.[270]
- Marrocos: Em maio de 2022, vários diretores regionais do Ministério da Saúde marroquino estão coordenando um sistema de vigilância para Monkeypox com a Direção de Epidemiologia e Controle de Doenças, a fim de evitar que casos de monkeypox de países europeus se espalhem para o Marrocos.[271] Devido à operação "Marhaba 2022", uma operação que visa facilitar a deslocação dos marroquinos que vivem no estrangeiro por via marítima quando viajam durante o período de verão,[272] medidas sanitárias já foram implementadas.[273]
- Nigéria: O diretor-geral do NCDC, Ifedayo Adetifa, aconselhou a população nigeriana a evitar comer carne de caça para prevenir novas infecções por varíola dos macacos, além de armazenar os alimentos adequadamente para evitar a contaminação por roedores, já que a varíola símia é uma zoonose viral.[274]
- Reino Unido: Em 22 de maio, o secretário de Educação Nadhim Zahawi disse que "estamos levando isso muito, muito a sério" e que o governo do Reino Unido já havia começado a comprar vacina.[275]
- República Dominicana: Em maio de 2022, o Ministério da Saúde Pública da República Dominicana emitiu um alerta epidemiológico preventivo após a ocorrência de varíola símia em vários países.[276][277]
- Tailândia: Em 24 de maio de 2022, o Departamento de Controle de Doenças (DDC) começou a rastrear todos os passageiros estrangeiros de países da África Central e outros países com surtos em aeroportos internacionais.[278] Em 26 de maio de 2022, o DDC montou um centro de operações de emergência para monitorar a situação do surto e planejar um possível surto no reino.[279] Anutin Charnvirakul, Ministro da Saúde Pública, disse que o governo está buscando uma vacina contra a varíola da OMS para reforçar a imunidade do público em caso de surto viral.[280] Em 30 de maio de 2022, o noticiário local relatou o primeiro caso de varíola no país.[281] O paciente era um passageiro que estava em trânsito da Europa para a Austrália via Bangkok. No entanto, os sintomas do paciente se desenvolveram e foram diagnosticados na Austrália. Não houve casos locais descobertos até o momento.[282]
- Vietname: Em 24 de maio, o Ministério da Saúde do Vietnã pediu às localidades fronteiriças que aumentassem a vigilância para detectar possíveis casos de varíola.[283]

## Mortes
No dia 29 de julho de 2022, o Brasil registrou a primeira morte por varíola dos macacos no país. O Ministério da Saúde anunciou que o paciente tinha "imunidade baixa e comorbidades, incluindo câncer (linfoma), que o levaram ao agravamento do quadro". Ele foi internado em um hospital público de Belo Horizonte e transferido para a CTI e morreu de choque céptico. Foi a primeira morte registrada da doença fora da África. No dia 29 de agosto, um homem de 33 anos com baixa imunidade e comorbidades que estava internado em hospital no Campos dos Goytacazes faleceu.